# Englands U/19-fodboldlandshold
Englands U/19-fodboldlandshold er Englands landshold for fodboldspillere, som er under 19 år og administreres af The Football Association] (FA).